# Кос алка
Кос Алка (Ожерелье; каз. Қос Алқа) — казахский лирический женский танец. Исполняется в сопровождении одноимённого кюя Даулеткерея в обработке А. Жубанова и Л. Хамиди. Музыкальный размер 2/4. Темп умеренный. Выражает пластичность движений рук, корпуса, изящную, грациозную поступь танцовщиц. 
В 1944 году танец был впервые поставлен на сцене Казахского Государственного академического театра оперы и балета им. Абая (опера «Абай», балетмейстер Ю. П. Ковалев). «Кос Алка» в различных вариантах вошёл в репертуар профессиональных и самодеятельных танцевальных коллективов Республики Казахстан.